# Dentimargo aureocinctus
Dentimargo aureocinctus is een slakkensoort uit de familie van de Marginellidae. De wetenschappelijke naam van de soort is voor het eerst geldig gepubliceerd in 1872 door Stearns.